# Catherine Sedley, Condessa de Dorchester
Catherine Colyear (nascida Catherine Sedley; Londres, 21 de dezembro de 1657 – Bath, 26 de outubro de 1717) foi uma nobre e cortesã inglesa. Conhecida pelo seu sarcasmo e língua afiada, foi amante do rei Jaime II de Inglaterra, antes e depois dele subir ao trono. Foi investida como condessa de Dorchester e baronesa de Darlington pelo rei, além de ter sido condessa de Portmore pelo seu casamento com David Colyear.

## Família
Catherine foi a única filha nascida do dramaturgo e político Sir Charles Sedley, 5.° Baronete Sedley, e de Catherine Savage.
Os seus avós paternos foram Sir John Sedley, 2.° Baronete Sedley e Elizabeth Savile. Os seus avós maternos foram John Savage, 2.° Conde Rivers e sua primeira esposa, Catherine Parker.
Do relacionamento do pai com sua amante, Ann Ayscough, ela teve dois meio-irmãos ilegítimos: William, que morreu quando criança, e Charles, que foi investido como cavalheiro pelo rei Guilherme III de Inglaterra, e criado baronete em 1702.

## Biografia
Catherine era morena e esbelta, o que era julgado como sem graça, ao invés de roliça e de pele clara. Enquanto o seu pai, que pertencia ao círculo íntimo do rei Carlos II, chamado de "Merry Gang", e era conhecido pela sua perspicácia e estilo de vida extravagante, se divertia pelo país, sua mãe mostrou sinais de insanidade - às vezes Catherine Savage acreditava ser a rainha - até ser internada num hospital psiquiátrico num convento, em Gante, na atual Bélgica, quando Catherine estava no começo da adolescência, aos doze anos de idade. A mãe dela foi cuidada pelas freiras até sua morte, em 1705. 
Após a partida da esposa, Charles, colocou sua amante, Anne Ayscough, com quem tinha iniciado uma relação por volta de 1760, para dentro de casa.  Segundo rumores, ele teria expulsado a própria filha de casa, e ela teve de depender de sua inteligência e charme para sobreviver. De acordo com John Heneage Jesse, "Sua inteligência era mais surpreendente do que agradável, pois não havia limites para o que ela falava, ou a quem falava: a maioria de seus dizeres impressionantes eram o que ninguém mais, em modéstia ou discrição, teria dito."

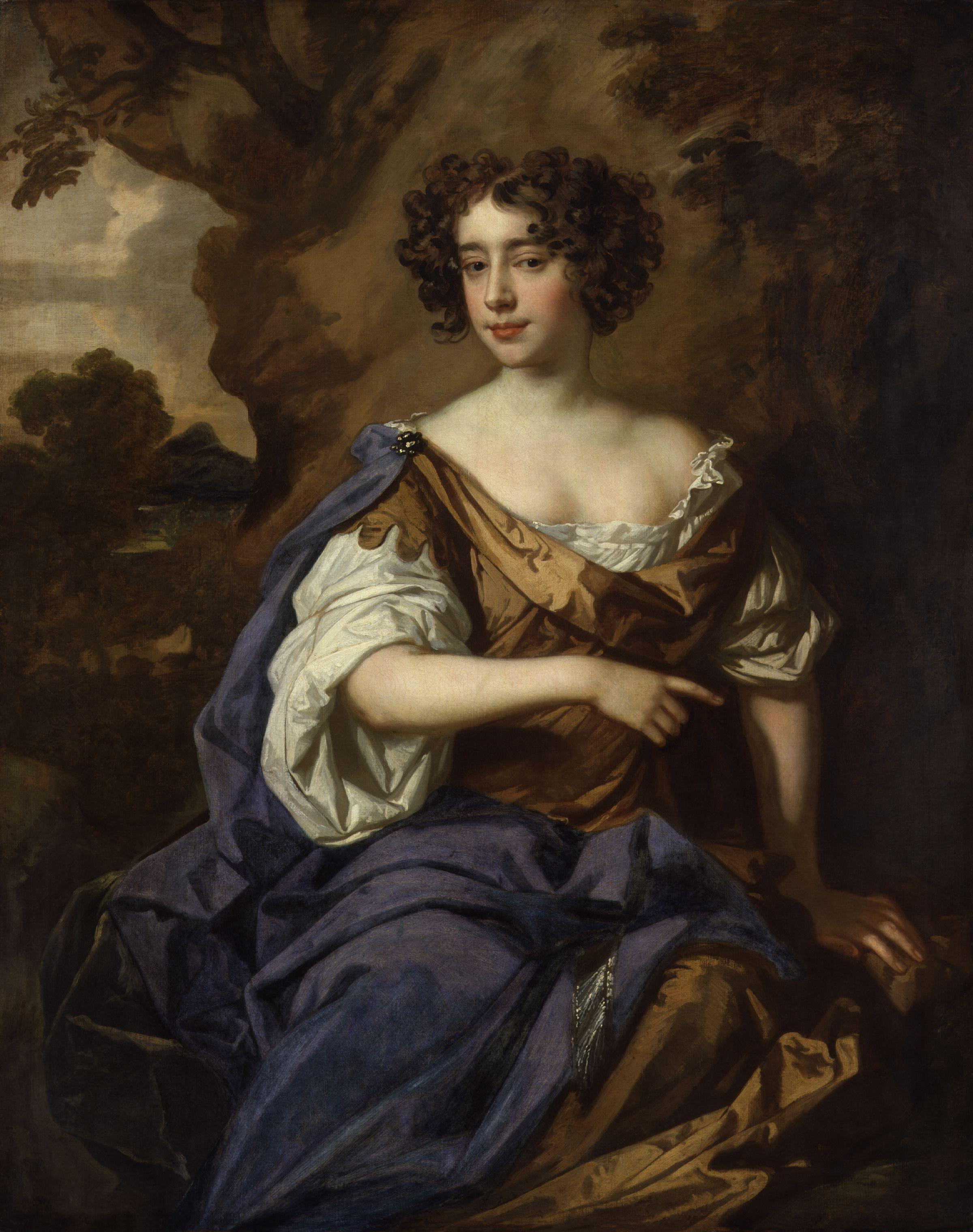
A jovem Catherine com cerca de 18 anos, c. 1675, retratada por Sir Peter Lely, parte da coleção da National Portrait Gallery.

Antes de Nell Gwynn se tornar amante de Carlos II, ela foi a amante de Charles Sackville, 4.° Conde de Dorset, conhecido como Lorde Buckhurst, e houve o rumor de que Catherine ficava com o casal de vez em quando.
Em 1677, devido à riqueza da sua família, foi considerada como uma noiva em potencial para John Churchill, 1.º Duque de Marlborough, pelos pais dele. Contudo, as negociações foram rompidas, e Catherine se tornou uma visitante frequente na corte de Carlos II, no Palácio de Whitehall. Antes de completar dezesseis anos, a jovem foi descrita por Samuel Pepys: "não é da mais virtuosas, mas é perspicaz."
Catherine trabalhava para Maria de Módena a quem servia como sua madrinha de honra, quem recentemente se casara com o herdeiro do trono Jaime, Duque de Iorque, após a morte de sua primeira esposa, Ana Hyde. Os dois começaram a ter um caso. Isso foi uma surpresa para Sedley, contudo, vindo a observar: "Não pode ser devido à minha beleza, pois ele deve ver que eu não possuo nenhuma," ela disse, com incredulidade, "e não pode ser pela minha perspicácia, pois ele não tem o suficiente para saber se eu tenho alguma." Na verdade, o duque era atraído por mulheres como Catherine e Arabella Churchill, que, eram geralmente consideradas sem atrativos, quando não feias; uma vez, o seu irmão, o rei Carlos II, gracejou que o confessor de Jaime deveria impor elas para ele como penitência.

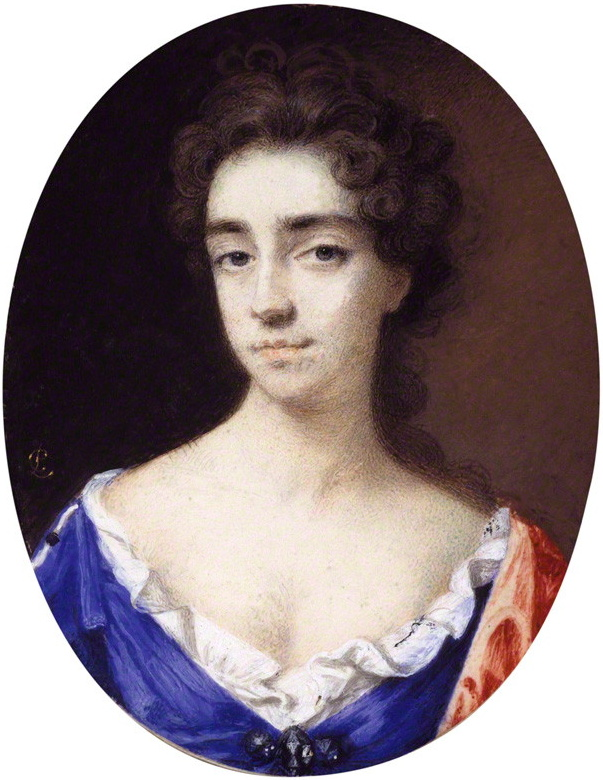
A condessa em 1685, por Peter Cross.

Após a sua ascensão ao trono, o rei cedeu à pressão de seu confessor, Bonaventure Giffard, apoiado por Robert Spencer, 2.º Conde de Sunderland e vários conselheiros católicos, e afastou a jovem por um tempo. Embora Jaime, segundo seu próprio relato, tenha aceito a intervenção de "maneira cuidadosa, sendo ele um homem verdadeiramente religioso", ele falou, bruscamente, aos seus conselheiros "que não se metam em coisa que não lhes dizem respeito", acrescentando, com um toque raro de humor, que ele não havia se dado conta de que todos eles tinham entrado para o sacerdócio também.
Após deixar o Palácio de Whitehall, ela foi morar em sua casa, em St James’s Square. Ela já tinha uma filha, na época, Catherine, e um filho, James. Contudo, James teria morrido no dia da coroação do pai, e o casal, reunido novamente pela angústia, retomou o seu relacionamento. Eles tiveram outro filho, Charles, que também morreu na infância. Os três receberam o sobrenome de Darnley, que era associado à Henrique Stuart, Lorde Darnley, segundo marido da rainha Maria da Escócia, e pai de Jaime VI da Escócia e I de Inglaterra. Embora Catherine tenha sido conhecida como filha do rei, acredita-se que talvez não fosse o caso, e a mãe teria dito à filha: "Você não precisa ser tão fútil, filha, você não é a filha do rei, mas do velho Grahame", se referindo ao seu caso amoroso com o coronel James Grahame.
A própria Catherine era uma "verdadeira protestante", e fazia do Papismo e dos sacerdotes, um tema constante de sátira e amabilidades, e era admirada como o pilar principal da igreja. 

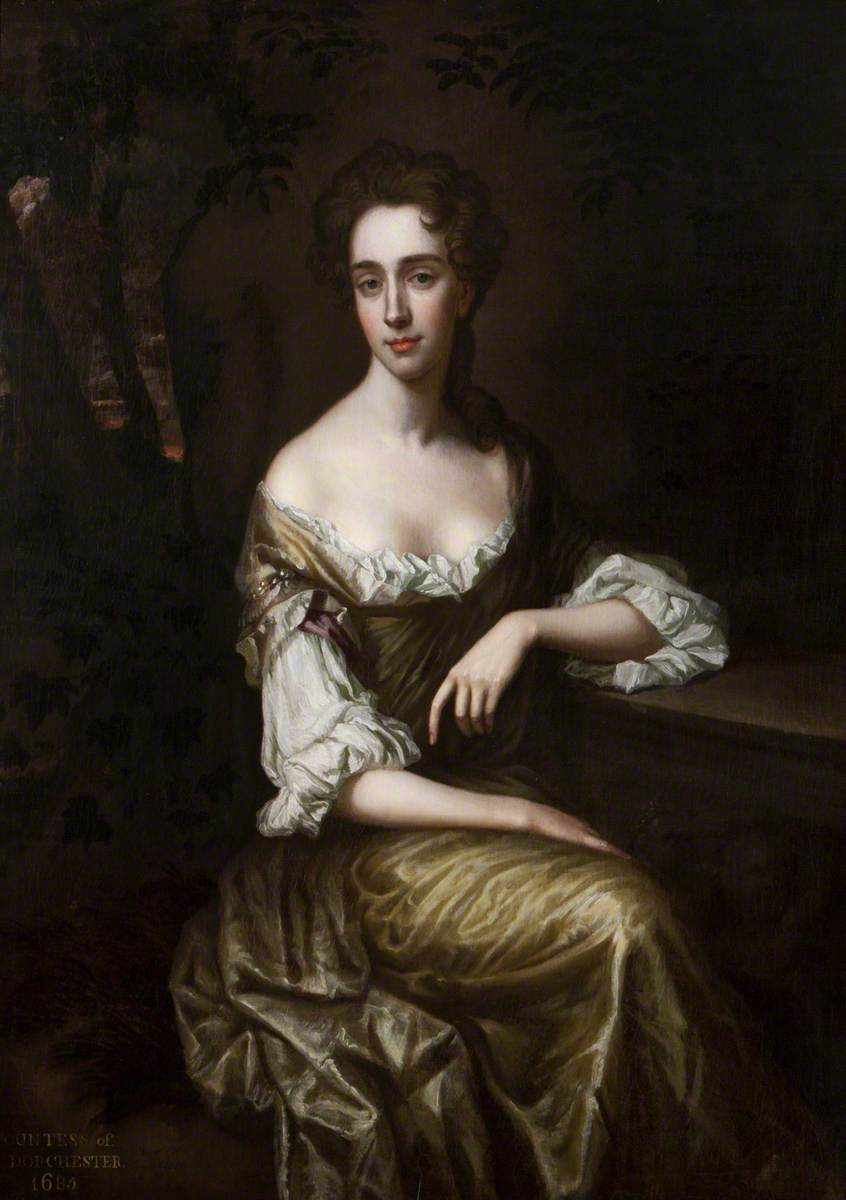
A condessa de Dorchester em 1685, pintada por Godfrey Kneller; retrato presente na National Trust.

Com a ascensão de Jaime, ala passou a receber uma pensão de £4.000, além de ter sido investida com os títulos de condessa de Dorchester e baronesa de Darlington para usufruir durante sua vida, em 1685, uma ascensão que provocou bastante indignação – a rainha ficou extremamente zangada – e forçou Catherine a residir por um tempo na Irlanda, após ser sugerido que ela fosse mandada para um convento em Flandres, o que ela recusou. Segundo o autor Jesse, ela teria chegado até St. Albans, onde teve um aborto e voltou para casa.
O conde de Dorset escreveu sobre Catherine:
Orgulhosa com os espólios do amigo da realeza,

Com falsa pretensão de perspicácia e partes,

Ela ginga como uma valentona desgastada

Para tentar os temperamentos dos corações dos homens.
 Embora ela pareça brilhante,

Tal como joias preciosas e gracejos, e pintura pode transformá-la,

Ela nunca pode ganhar um peito como o meu,

O diabo e Sir David que a levem.
Em 20 de agosto 1696, em Brabante, hoje parte dos Países Baixos a condessa se casou com David Colyear 2.° Baronete, com quem teve dois filhos. Ela supostamente disse aos meninos quando eles foram para a escola: "Se qualquer pessoa chamar um de vocês um filho de uma puta, vocês devem aguentar, pois você o são; mas caso lhes chamem de bastardos, lutem até a morte, pois vocês são filhos de um homem honesto."
Quando o rei foi forçado a fugir do país por conta da Revolução Gloriosa, na qual Jaime II foi deposto pela filha Maria II e o genro Guilherme, Príncipe de Orange, que passou a ser conhecido como Guilherme III, ela permaneceu na Inglaterra. O pai da condessa, Charles, até mesmo se gabou do seu apoio ao novo rei e rainha: "Bem, eu estou do lado do rei James na questão da civilidade, pois ele fez de minha filha uma condessa, e assim, eu o ajudei a fazer da filha dele uma rainha." Contudo, Maria II se recusou a receber condessa de Dorchester na corte. Por sua vez, Catherine questionou como Maria, que violou o mandamento de honrar o pai, era melhor do que Catherine, que violou o mandamento contra adultério, tendo dito: "Lembre-se, Senhora, se eu violei um mandamento junto com o seu pai, você violou outro contra ele." 
Com o fim do reino do amante, a pensão que ela recebia foi interrompida, e as terras que ele lhe tinha concedido, foram questionadas. Entretanto, é possível que ela tenha agido como uma agente dupla para Guilherme III, que a concedeu uma pensão. O marido dela, David Colyear, também foi criado conde de Portmore pelo rei em 13 de abril de 1703, a quem o nobre serviu quando ele era príncipe de Orange.
Na coroação do rei Jorge I da Casa de Hanôver em 20 de outubro de 714, ela conheceu a amante do rei Carlos II, Louise Renée de Pennancoet de Kéroualle, e a amante de Guilherme III, Elizabeth Hamilton, Condessa de Orkney, e exclamou: "Oh meu Deus! Quem diria que nós, as três prostitutas, se encontrariam aqui.". Quando o arcebispo da Cantuária, Thomas Tenison, foi coroar o rei e perguntou, seguindo o ritual da cerimônia, se as pessoas aceitavam o seu novo rei, Catherine, observando o número de soldados de guarda, zombou: "Será que o velho tolo acha que alguém vai dizer não?"
A condessa faleceu em 26 de outubro de 1717, aos 59 anos de idade, na cidade inglesa de Bath, e foi enterrada lá. Doze anos mais tarde, seu corpo foi reenterrado na cripta de Portmore, no Cemitério da Igreja de São Jaime, em Weybridge, no condado de Surrey, onde ela era proprietária de uma casa desde o final da década de 1680, e vivia com o marido. Seu viúvo viveu por mais treze anos, mas não se casou novamente, e foi enterrado ao lado da esposa, após falecer em 1730.

## Descendência

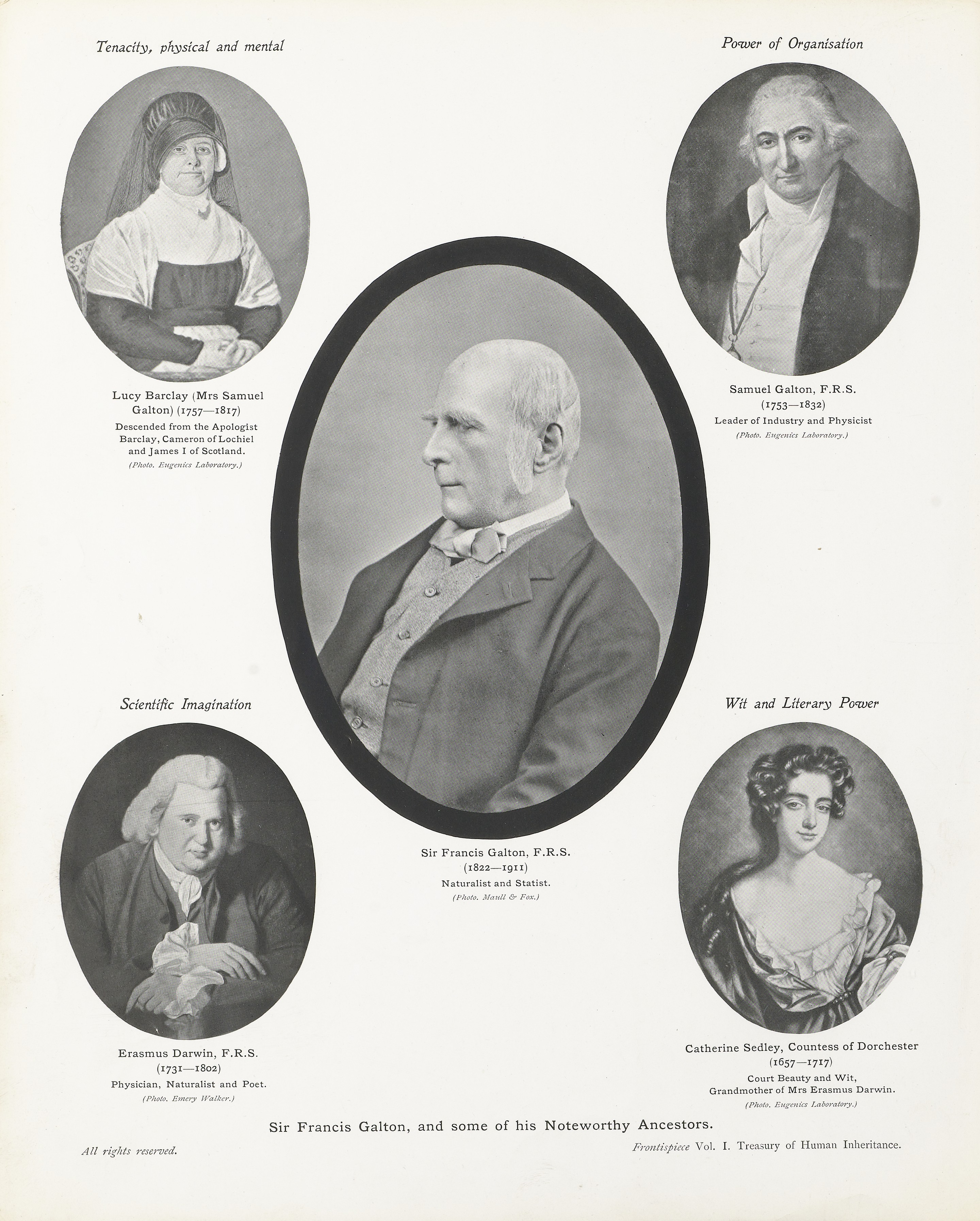
Catherine na genealogia de Francis Galton.

De seu relacionamento com o rei Jaime II:
- Catherine Darnley (c. 1681 – 13 de março de 1743), seu primeiro marido foi James Annesley, 3.° Conde de Anglesey, com quem teve uma filha. Eles se separaram em 1701, por um Ato do Parlamento, devido à crueldade do conde para com a esposa, tendo a mesma alegado que ele tinha tentado matá-la. Mais tarde, se casou com John Sheffield, 1.° Duque de Buckingham e Normanby, com quem teve três filhos. Ela foi ancestral dos barões Mulgrave e das irmãs Mitford.
- James Darnley (1684 – 1685)
- Charles Darnley, morreu jovem

De seu casamento:
- David Colyear (17 de dezembro de 1698 - 10 de março de 1728/29), visconde Milsington, foi marido de Bridget Noel. Não teve descendência.
- Charles Colyear, 2.° Conde de Portmore (27 de agosto de 1700 – 5 de julho de 1785), sucessor do pai. Sua primeira esposa foi Juliana Hele, com quem teve quatro filhos, e sua segunda esposa foi Elizabeth Collier, com quem teve uma filha, Elizabeth, segunda esposa de Erasmus Darwin, o cientista e poeta, que era avô de Charles Darwin, através de seu primeiro casamento com Mary Howard.

Catherine também foi ancestral do antropólogo e matemático inglês, Francis Galton.